# Монастырский, Денис Анатольевич
Дени́с Анато́льевич Монасты́рский (укр. Дени́с Анато́лійович Монасти́рський; 12 июня 1980, Хмельницкий, Украинская ССР, СССР — 18 января 2023, Бровары, Украина) — украинский государственный и политический деятель. Министр внутренних дел Украины (16 июля 2021 — 18 января 2023), член СНБО Украины (16 июля 2021 — 18 января 2023). Народный депутат Украины IX созыва (29 августа 2019 — 16 июля 2021). Секретарь Конкурсной комиссии по формированию Государственного бюро расследований (2016), Кандидат юридических наук (2009).

## Биография
Окончил юридический факультет Хмельницкого университета управления и права. Учился в аспирантуре Института государства и права имени В. М. Корецкого НАН Украины. Кандидат юридических наук (2009). Во время учёбы в университете выступал в команде КВН «Три толстяка».
Преподавал в Хмельницком университете управления и права, возглавлял отдел по вопросам законотворчества и научных экспертиз. В 2007 году был юристом в компании «Hillmont Partners». В 2009 году работал в «Global Ties KC». С 2015 по 2017 год занимал должность юриста в компании ООО «Лигал Консалтинг». Член Главного совета Украинского общества охраны памятников истории и культуры. Секретарь Конкурсной комиссии по формированию Государственного бюро расследований. Эксперт Украинского института будущего.
С 2006 года — соучредитель и член правления Подольского молодёжного культурного объединения «В будущее через культуру».
Автор (соавтор) 25 научных публикаций, трёх учебных пособий («Нормотворчество в юридических клиниках», «Правоведение» и «Правовое письмо»), а также около 70 проектов законов Украины, поданных в Верховную Раду Украины.
Избран народным депутатом от партии «Слуга народа» на парламентских выборах 2019 года под № 19 в списке.
Во время выборов — эксперт по вопросам реформирования правоохранительной и судебной систем Аналитического центра «Украинский институт будущего», беспартийный. Жил в городе Хмельницкий.
С 2019 по 2021 год — председатель Комитета Верховной рады по вопросам правоохранительной деятельности.
Выдвинут кандидатом на пост министра внутренних дел 15 июля 2021 года после ухода предыдущего министра Арсена Авакова в отставку. Назначен Верховной радой на должность министра внутренних дел 16 июля 2021 года. За назначение Монастырского проголосовал 271 депутат.
Согласно биографу президента Украины Владимира Зеленского Саймону Шустеру, Монастырский был первым, кто ранним утром 24 февраля 2022 года сообщил президенту о начале российского вторжения.

## Смерть и похороны
Погиб 18 января 2023 года на 43-м году жизни при крушении вертолёта в Броварах. Похоронен 21 января 2023 года на Байковом кладбище в Киеве. Похоронен в закрытом гробу. Его прах был развеян матерью в речку Южный Буг в его родном городе Хмельницком.

## Награды
- Орден «За заслуги» ІІІ степени (23 августа 2022)[19].

## Личная жизнь
Жена — Жанна Викторовна Монастырская, главный специалист юридического отдела Управления правового обеспечения Государственного бюро расследований. Имел двух сыновей.